# Anjeerodiplosis nainiensis
Anjeerodiplosis nainiensis är en tvåvingeart som först beskrevs av Grover 1963.  Anjeerodiplosis nainiensis ingår i släktet Anjeerodiplosis och familjen gallmyggor. Inga underarter finns listade i Catalogue of Life.